# جیمی فاکسورث
جیمی فاکسورث (انگلیسی: Jaimee Monae Foxworth؛ زادهٔ ۱۷ دسامبر ۱۹۷۹) هنرپیشه و مدل اهل ایالات متحده آمریکا است. وی از سال ۱۹۸۶ میلادی تاکنون مشغول فعالیت بوده‌است.